# Де Маранш, Александр
Александр де Маранш (фр. Alexandre de Marenches; 7 июня 1921, Париж — 2 июня 1995, Монако) — французский военный, разведчик и политик, директор спецслужбы SDECE в 1970—1981. Основатель международного антикоммунистического разведывательного сообщества Клуб Сафари. В 1980-х — политический советник президента США Рональда Рейгана.

## Антинацистский разведчик
Родился в аристократической семье. Отец Александа де Маранша — капитан Шарль Констан Мари де Маранш происходил из средневекового рыцарского рода, наследовал графский титул, служил в штабе маршала Фоша, в годы Первой мировой войны представлял генерала Петэна при генерале Першинге. Мать Александра де Маранша — Маргарет Кларк Л’Эстрейд была гражданкой США. В детстве и юности Александр де Маранш постоянно общался с представителями французской военной элиты.
В 1939 году Александр де Маранш поступил на военную службу в кавалерию. В 1940 участвовал в боях с немцами. Скрывался от оккупационных властей, занимался антинацистской разведывательной деятельностью. В 1942 году с трудом избежал попадания в гестапо, предпринял рискованный переход через Пиренеи в Испанию, оттуда добрался до Алжира — где присоединился к войскам генерала де Голля. На стороне Антигитлеровской коалиции воевал в Италии. В качестве адъютанта генерала Жюэна координировал наступление французских и американских войск на Рим (функция, сходная с ролью де Маранша-старшего в Первой мировой).
После войны оставался в действующем резерве. Вышел в отставку в 1962 году — в знак протеста против согласия де Голля на деколонизацию Алжира.

## Антикоммунистическая спецслужба
Преемник де Голля Жорж Помпиду в 1970 году назначил Александра де Маранша директором Службы внешней документации и контрразведки (SDECE). Этому способствовала важная услуга, которую де Маранш оказал новому президенту — пресечение распространяемой некоторыми сотрудниками клеветы о связях супруги Помпиду с Аленом Делоном.
Во главе SDECE де Маранш приобрёл серьёзный политический вес. Разведывательная спецслужба превратилась в институт, во многом определявший внешнюю политику Франции. Взгляды де Маранша придавали операциям SDECE выраженно антикоммунистический и антисоветский характер (безотносительно к официальному курсу французской дипломатии 1970-х годов).

Граф Александр де Маранш, участник Сопротивления в годы Второй мировой войны, действовал бок о бок с коммунистами. В годы «холодной войны» де Маранш стал их ярым противником, патологическим врагом коммунизма и Советского Союза. В «Советской империи» (в ту пору всякое другое название СССР в СДЕСЕ было запрещено) де Маранш видел единственного «стратегического» врага свободного мира. Советский марксизм представлялся ему настоящей опасностью, аналогом варварства, как у вчерашних гитлеровцев.

С профессиональной точки зрения французская разведка принадлежала к наиболее эффективным в мире. SDECE заблаговременно получила информацию о скором начале Войны Судного дня и советского вторжения в Афганистан. Наибольших результатов французская разведка достигала на Ближнем Востоке и в Африке. На африканских направлениях де Маранш активно сотрудничал с португальской ПИДЕ и персонально с Барбьери Кардозу.
Как управленец де Маранш отличался жёсткостью и решительностью. Левые критики обвиняли де Маранша в том, что он идеологизировал государственную спецслужбу, превратил разведку в оперативный инструмент крайне правых сил.
В 1974 году, после кончины президента Помпиду, Александр де Маранш оказался единственным человеком, имевшим доступ к личному сейфу покойного. Этот факт по достоинству оценил новый глава государства Валери Жискар д’Эстен. Де Маранш остался на своём посту и стал президентским советником.
Однако между ними часто возникали серьёзные разногласия: де Маранша возмущала пассивность Жискар д’Эстена в отношении коммунистической угрозы, неготовность к предлагаемым действиям. В частности, SDECE предлагала активно вмешаться в политические процессы, развивавшиеся в бывших португальских колониях, воспрепятствовать приходу к власти марксистских партий в Анголе и Мозамбике. Отказ Жискар д’Эстена от этих проектов ухудшил отношение спецслужб к президенту. Де Маранш также был против осуществлённого Жискар д’Эстеном увольнения куратора африканской политики Жака Фоккара — знатока тайной дипломатии и разведки, активного антикоммуниста.

## Во главе «Сафари»
Разведывательная активность де Маранша развивалась на трёх основных направлениях: СССР, Ближний Восток, Африка. В Советском Союзе использовались глубоко законспирированные агенты. В арабских странах связи устанавливались обычно через военную коммерцию. В Африке де Маранш активно взаимодействовал с Жаком Фоккаром, используя созданную им оперативную сеть.
В 1976 году Александр де Маранш инициировал создание Клуба Сафари — антикоммунистического союза французской, марокканской, египетской, саудовской и иранской разведок. В подборе партнёров сказались ближневосточные приоритеты SDECE. Благодаря своим американским связям де Маранш наладил системное взаимодействие с ЦРУ, даже несмотря на негативное отношение президента Картера к операциям Клуба.
Организация сыграла важную роль в африканских военных конфликтах. Удалось защитить прозападный заирский режим Мобуту при вторжении левых мятежников из Анголы весной 1977. Помощь Сиаду Барре в эфиопо-сомалийской войне позволила оторвать Сомали от «социалистического лагеря».
«Клуб Сафари» на всех этапах процесса играл важную роль в заключении мирного договора между Египтом и Израилем. Окончательная антисоветская переориентация Египта, образование фактического альянса между президентом Садатом и премьер-министром Бегином серьёзно изменили в пользу Запада мировой геополитический расклад.

## Разногласия с французскими властями
После начала войны в Афганистане де Маранш разработал концепцию Mosquito — локальных, но постоянных и активных ударов по военно-политической инфраструктуре СССР. Оперативный подход графа однозначно предполагал «игру без правил», вплоть до целенаправленного распространения гашиша среди личного состава ОКСВ. Предложение было отклонено Жискар д’Эстеном.
В 1981 году победу на президентских выборах одержал социалист Франсуа Миттеран. В новом правительстве Пьера Моруа получили посты представители компартии. В таких условиях госслужба стала неприемлема для Александра де Маранша. Кроме того, он не одобрял конкретные планы Миттерана по реорганизации спецслужб. Де Маранш подал в отставку с поста директора SDECE.

## Советник Рейгана. Мемуары и предсказания
С 1981 Александр де Маранш являлся специальным политическим советником президента США Рональда Рейгана. Ряд его концепций и проектов, многие наработки «Клуба Сафари» были использованы в Доктрине Рейгана. Прежде всего это касалось помощи антикоммунистическим повстанцам — организационному содействию и военному снабжению ангольской УНИТА, афганских моджахедов, никарагуанских контрас.
В соавторстве с бельгийским журналистом Кристином Окрентом де Маранш написал книгу "Dans le secret des princes" — "Секреты принцев (князей)" (на английском языке вышла под названием The Evil Empire: Third World War Continues — Империя зла: Третья мировая война продолжается). Он, в частности, возлагал на администрацию Картера вину за падение шаха Пехлеви — США отказали иранскому лидеру в поддержке за нарушения прав человека.
Следующая работа де Маранша, написанная в соавторстве с Дэвидом Анделманом называлась The Fourth World War: Diplomacy and Espionage in the Age of Terrorism — Четвёртая мировая война: Дипломатия и шпионаж в эпоху терроризма. Эта книга, предсказавшая институционализацию террора, привлекла большой интерес после событий 9/11.

## Штрихи к портрету
Александр де Маранш был рыцарем Мальтийского ордена и членом Королевской академии Марокко.
Из-за крупной комплекции и раскованных манер граф де Маранш носил прозвище Porthos — Портос. Реально же по типу личности он скорее напоминал Арамиса.